# جان ام جکسون
جان ام جکسون (انگلیسی: John M. Jackson؛ زادهٔ ۱ ژوئن ۱۹۵۰) یک بازیگر سینما، و هنرپیشه اهل ایالات متحده آمریکا است. وی از سال ۱۹۸۱ میلادی تاکنون مشغول فعالیت بوده‌است.
از فیلم‌ها یا برنامه‌های تلویزیونی که وی در آن نقش داشته‌است می‌توان به  جاگ، جاده فرعی و فرصت‌های شغلی  اشاره کرد.